# Sugarhill Gang (album)
Sugarhill Gang è il primo album del gruppo hip hop statunitense The Sugarhill Gang, pubblicato il 7 febbraio del 1980 e distribuito dalla Sugar Hill Records. In un certo senso è un album storico perché è tra i primi della storia della musica hip hop: fino al primo periodo degli anni ottanta, infatti, gli artisti rap non avevano ancora preso l'abitudine a distribuire interi LP, limitandosi alla pubblicazione di singoli. Sugarhill Gang non è però l'unico disco a detenere questo particolare primato. Lo stesso anno infatti (1980), il rapper Kurtis Blow pubblicò il suo debutto omonimo.
Il gruppo è accreditato per esser stato il primo nella musica hip hop ad aver avuto successo a livello internazionale. Pubblicato nel 1979, Rapper's Delight è stato il primo contatto con l'hip hop per milioni di ascoltatori – prima di allora, pochissime persone al di fuori di New York sapevano persino cosa fosse l'hip hop.
| Recensione | Giudizio |
| ---------- | -------- |
| AllMusic   | [ 1 ]    |

In una recensione retrospettiva, Alex Henderson per AllMusic gli assegna quattro stelle su cinque, giudicandolo «storicamente importante anche se è un po' discontinuo» ed elogiando i brani Rapper's Delight e Rapper's Reprise. Henderson prosegue scrivendo che «la maggior parte del materiale è semplicemente decente e la cosa ironica è che metà delle canzoni non sono nemmeno rap. Nelle tracce Bad News Don't Bother Me e Here I Am, la Sugarhill Gang canta invece di rappare in pezzi R&B che sono lenti e romantici; Sugarhill Groove è un elegante canzone disco music-funk che allude a Roy Ayers. Difficilmente questo LP può essere definito il lavoro di puristi dell'hip hop: nel 1980, la leader della Sugarhill Records Sylvia Robinson (lei stessa una cantante R&B veterana) evidentemente sentiva che far uscire un album esclusivamente rap sarebbe stato rischioso. Ma, mentre The Sugarhill Gang non è un capolavoro, resta ancora un album che gli storici hip hop troveranno interessante.»

## Tracce
1. Here I Am – 5:09 (testo: Craig Derry, Nate Edmonds, Demo Phillips, Sylvia Robinson)
2. Rapper's Reprise (Jam, Jam) (featuring The Sequence) – 7:40 (testo: Sylvia Robinson)
3. Bad News Don't Bother Me – 6:45 (testo: Phillips, Edmonds, Robinson)
4. Sugarhill Groove – 9:52 (testo: Guy O'Brien, Henry Jackson, Michael Wright, Robinson)
5. Passion Play – 5:10 (testo: Brenda Reynolds, Edmonds, Ray Smith)
6. Rapper's Delight – 4:55 (testo: Bernard Edwards, Nile Rodgers)

Durata totale: 39:31

## Classifiche
| Classifica (1980) | Posizione massima |
| ----------------- | ----------------- |
| US Black Albums   | 32                |